# Manglar de África austral
El manglar de África austral es una ecorregión de la ecozona afrotropical, definida por WWF, que se extiende por la costa este de Sudáfrica y Mozambique. 

## Descripción
Es una ecorregión de manglar que ocupa 1.000 kilómetros cuadrados en varios enclaves a lo largo de la costa del océano Índico del este de Sudáfrica y el sur de Mozambique.
Limita de norte a sur con la selva mosaico costera de Maputaland y la selva mosaico costera de KwaZulu y El Cabo.
Se trata de los únicos manglares subtropicales de África.

## Estado de conservación
Vulnerable.